# ダウンタウン探偵組
ダウンタウン探偵組（ - たんていぐみ）及びダウンタウン探偵組'91は連続ドラマの題名。

## ダウンタウン探偵組

### 放送期間など
- 1988年1月15日 - 1988年3月18日まで、金曜日22:00 - 22:54に放送。
- 本作を以て、1975年4月4日よりTBS土曜22:00から移動した『必殺必中仕事屋稼業』（第14話より）以来、13年続いた朝日放送制作・テレビ朝日系 金曜 22時ドラマ枠は廃止。22時枠ドラマは2023年4月開始の日曜22時台ドラマ（朝日放送テレビ制作）まで35年間、中断した。

### 放送局
- 朝日放送・テレビ朝日ほか

### 内容
- 半年間の服役中に読んだマルクス、サルトルの著書に触発されて改心した暴力団「都組」3代目組長の都 健太郎（演・風間杜夫）が組を解散、子分たちと探偵事務所を始めたことから起こるコメディータッチの物語[1]。新宿を主な舞台として展開する[2]。

### 出演
- 都 健太郎：風間杜夫
- 小糸涼子：市毛良枝
東大卒の未亡人。
- 都マリ：工藤夕貴
健太郎の妹。
- 佐和（スナックのママ）：池波志乃
- 忠治：高品格
- 悟：村田雄浩
- イッキの拓：美角友亮
- 粟森巡査：井上博一
- 山内としお

### スタッフ
- 制作：山内久司
- プロデューサー：小橋智子、篠原茂、西村大介
- 制作担当：橋本寛
- 制作主任：仲野俊隆
- 音楽：羽田健太郎
- 技術：山本博俊
- カメラ：増井初明
- 照明：田淵博
- 技術協力：東通
- 美術制作：室伏清
- デザイナー：荒川淳彦
- 美術協力：にっかつ撮影所映像開発
- 主題歌：佐藤しのぶ『東京行進曲』
  - （作詞：西條八十、作曲：中山晋平、編曲：羽田健太郎）
- 制作：朝日放送　テレパック

### 放映リスト
| 話数 | 放送日         | サブタイトル                          | 脚本     | 監督     | ゲスト                                      |
| 1    | 1988年 1月15日 | 夜霧よ今夜はノーサンキュー            | 中村勝行 | 桜井秀雄 |                                             |
| 2    | 1月22日        | 古い奴こそ新しいOLを欲しがります      | 佐藤五月 | 桜井秀雄 | 奈美悦子、 美里まり                         |
| 3    | 1月29日        | あのテネシー・ワルイヤツ              | 中村勝行 | 桜井秀雄 | 佐古雅誉、 相田寿美緒、赤坂広人             |
| 4    | 2月5日         | はらたち日記                          | 佐藤五月 | 大室清   | 北詰友樹、 北村魚、田岡美也子               |
| 5    | 2月12日        | 夜がまーた来る…俺は稼ぎに足音もなく   | 中村勝行 | 桜井秀雄 | 天田俊明、 伊佐山ひろ子                     |
| 6    | 2月19日        | 風も吹けば皿も降る どこに幸あり怖い妻 | 佐藤五月 | 桜井秀雄 | 佐野アツ子、 うえずみのる                   |
| 7    | 2月26日        | ひとに聞かれりゃ…? 何と答える?        | 中村勝行 | 大室清   | 尾藤イサオ、 志水季里子、 伊藤幸子、 多田静 |
| 8    | 3月4日         | 僕ら離ればなれだったクラス仲間        | 佐藤五月 | 大室清   | 内藤剛志、 清水めぐみ、江上真吾             |
| 9    | 3月11日        | つれて逃げてくれヨ ついて来ないでヨ   | 佐藤五月 | 淡野健   | 中原早苗、 黒部幸英、可愛かずみ             |
| 10   | 3月18日        | 別れの一本気                          | 中村勝行 | 大室清   | 平田満、 三田村賢一、平出圭子               |

### 前後番組
| 朝日放送制作・テレビ朝日系列 金曜22時台ドラマ         | 朝日放送制作・テレビ朝日系列 金曜22時台ドラマ | 朝日放送制作・テレビ朝日系列 金曜22時台ドラマ |
| 前番組                                                | 番組名                                        | 次番組                                        |
| ----------------------------------------------------- | --------------------------------------------- | --------------------------------------------- |
| 六本木ダンディーおみやさん (1987.10.9 - 1987.12.25)   | ダウンタウン探偵組 (1988.1.15 - 1988.3.18)    | （廃枠）                                      |
| テレビ朝日系列 金曜22時枠                             |                                               |                                               |
| 六本木ダンディーおみやさん （1987.10.9 - 1987.12.25） | ダウンタウン探偵組 （1988.1.15 - 1988.3.18）  | ニュースステーション 【1時間繰り上げて継続】  |

## ダウンタウン探偵組'91
主人公が組を解散して探偵業を始めるという流れは前シリーズと同じだが、登場人物は一新され、主な舞台も東京・浅草に変更されている。
当時は裏番組で放送されていたTBSの『ナショナル劇場』とフジテレビの『志村けんのだいじょうぶだぁ』がほぼ2強と言われる状態にあった中で、第1回は1.4%（ビデオリサーチ、関東地方調べ）を記録、以後も関東では2～3%に低迷し前番組である「クイズバトルロイヤル待ったあり!」よりも低迷した。

### 放送期間など
- 1991年10月7日 - 1991年12月16日　全10回。月曜日20:00 - 20:54に放送。

### 放送局
- 朝日放送ほか

### 出演
- 湊 新太郎：風間杜夫
  - 「湊組」の13代目組長だったが組を解散して、ミナト探偵社を起業。探偵に転身した。ヤクザ気質はなかなか抜けないが情けにもろく厚い。
- 上月織葉：樹木希林
  - 群馬県高崎市の出身。博徒の世界ではかなり名の知れた壺振り師。春吉と共に居候中だが、転業したことを知らずに湊組に立ち寄る。
- 橘典子：中村あずさ
  - 双方の父親同士が約束した新太郎の許婚。父親は既に亡く、後を継いで橘観光の社長となるため、その社会勉強を兼ねる形でミナト探偵社の社員として勤めている。
- 湊由紀：安永亜衣
  - 新太郎の妹で、女子大生。好奇心旺盛。兄を尊敬していて、自らも探偵業を好んで、探偵社の社員として勤める。
- 春吉：北見治一
- 姫小路綾子：山口美也子
- 拓：美角優介
- 悟：澤登伸一

（）

### スタッフ
- 制作：山内久司[6]
- プロデューサー：小橋智子、篠原茂、西村大介[6]
- 音楽：羽田健太郎
- 主題歌：木の実ナナ『地球の上に朝が来る』
  - （作詞・作曲：川田義雄、編曲：羽田健太郎、演奏協力：灘康次とモダンカンカン[3]）
- 制作：朝日放送　テレパック

### 放映リスト
| 話数                                                                        | 放送日         | サブタイトル                           | 脚本       | 監督     | メインゲスト | 視聴率 |
| 1                                                                           | 1991年 10月7日 | 女装振りに挑戦!?謎の微笑みプリンセス   | 中村勝行   | 桜井秀雄 |              | 1.4%   |
| 2                                                                           | 10月14日       | 愛人さがしはお通夜の席で……             | 中村勝行   | 大室清   | 津村篤志     | 4.5%   |
| 3                                                                           | 10月21日       | レイプで逮捕!?アリバイなし!?記憶なし!? | 中村勝行   | 淡野健   |              | 2.8%   |
| 4                                                                           | 10月28日       | 教え子と純愛に入るシャレのアレコレ     | 倉沢佐知代 | 大室清   | 山口いづみ   | 3.2%   |
| 5                                                                           | 11月11日       | サギ男が手にした1億円の代償            | 佐藤五月   | 淡野健   | 長谷川初範   | 2.6%   |
| 6                                                                           | 11月18日       | 尾行！帰宅拒否症の夫と見返り美人       | 中村勝行   | 桜井秀雄 | 段田安則     | 2.3%   |
| 7                                                                           | 11月25日       | プリンセスの危機！湘南ラブストーリー   | 倉沢佐知代 | 大室清   | 松澤一之     | 2.6%   |
| 8                                                                           | 12月2日        | 不倫の損失補てん役を引き受けた!!       | 中村勝行   | 桜井秀雄 | ベンガル     | 2.7%   |
| 9                                                                           | 12月9日        | 失索事件に便乗!!愛人恋人混浴ツアー     | 中村勝行   | 桜井秀雄 | 岡本信人     | 2.7%   |
| 10                                                                          | 12月16日       | 赤字も悲恋もトラの子！融資で一発逆転!! | 中村勝行   | 桜井秀雄 | 出光元       | 2.6%   |
| 平均視聴率 2.7%（視聴率はビデオリサーチ調べ、関東地区・世帯・リアルタイム） |                |                                        |            |          |              |        |